# Вайн Хил
Вайн Хил (Vine Hill, „Лозов хълм“) е населено място в окръг Контра Коста, в района на залива на Сан Франциско, щата Калифорния, Съединените американски щати.
Има население от 3260 души (2000) и обща площ от 12,1 кв. км (4,7 кв. мили), изляло суша.
1. ↑  data.census.gov //   Посетен на 1 януари 2022 г.